# Pleisenspitze
Pleisenspitze är en bergstopp i Österrike.   Den ligger i distriktet Innsbruck-Land och förbundslandet Tyrolen, i den västra delen av landet, 400 km väster om huvudstaden Wien. Toppen på Pleisenspitze är 2 569 meter över havet, eller 223 meter över den omgivande terrängen. Bredden vid basen är 1,9 km.
Terrängen runt Pleisenspitze är huvudsakligen bergig, men åt sydväst är den kuperad. Runt Pleisenspitze är det tätbefolkat, med 530 invånare per kvadratkilometer.. Närmaste större samhälle är Innsbruck, 16,7 km söder om Pleisenspitze. 
I omgivningarna runt Pleisenspitze växer i huvudsak barrskog.